# Загороднюк, Вячеслав Васильевич
Вячеслав Васильевич Загороднюк (укр. Вячеслав Васильович Загороднюк; род. 11 августа 1972 года в Одессе, Украинская ССР, СССР) — советский и украинский фигурист, выступавший в одиночном разряде. Чемпион Европы 1996 года, бронзовый призёр чемпионата мира 1994 года, чемпион мира среди юниоров 1989 года, вице-чемпион мира среди юниоров 1988 года. Завершил любительскую карьеру в 1998 году. В настоящее время — тренер по фигурному катанию.

## Карьера
Фигурным катанием начал заниматься в возрасте 5 лет, в Одессе. Тренировался у тренерского тандема Галина Змиевская — Валентин Николаев. После победы Оксаны Баюл на Олимпийских играх 1994 года, Змиевская уехала в США, а Николаев остался с Загороднюком до 1998 года. Под руководством Николаева Загороднюк стал чемпионом Европы в 1996 году. Змиевская привила Загороднюку (как и наиболее известному своему ученику В.Петренко) строгий отточенный классический стиль с филигранной техникой элементов, ключевым был сложный прыжок тройной аксель. Завершив карьеру, Вячеслав вместе с тренером также переехали в Америку.

## После спорта

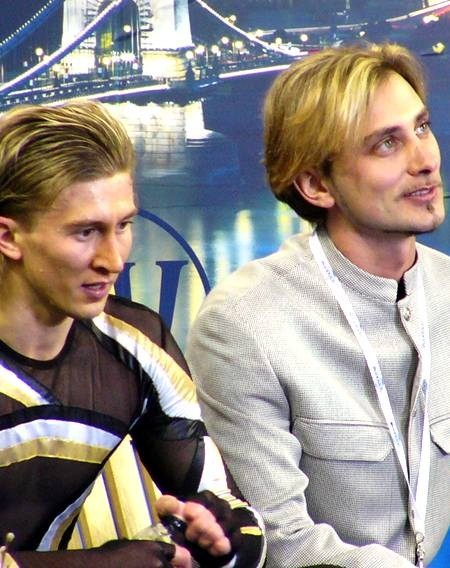
Вячеслав Загороднюк (справа) в качестве тренера Виталия Данильченко на чемпионате Европы 2004 года.

После окончания любительской карьеры жил и работал тренером в городе Ричмонд, штат Виргиния, США, затем переехал в Калифорнию. Например, тренировал пятикратного чемпиона Украины Виталия Данильченко, Ярослава Паниота и одиночницу Алису Кирееву. Кроме того, выступал в различных шоу, участвовал в программах на американском телевидении.
В 2006 году организовал и спродюсировал ледовое шоу «Магия на льду» в Киеве. В шоу приняли участие такие фигуристы, как Оксана Баюл, Илья Кулик, Елена Бережная и Антон Сихарулидзе, Сурия Бонали и другие.
В 2007 году открыл в Киеве собственный крытый ледовый каток и создал клуб для занятий фигурным катанием — «Столица», который, в настоящее время уже не функционирует.
В 2011 году по приглашению федерации фигурного катания Украины вернулся на родину и начал работать тренером в киевской детско-юношеской спортивной школе «Лидер».

## Личная жизнь
Был женат на бывшей украинской фигуристке, выступавшей в танцах на льду с Виталием Барановым — Ольге Мудрак, но пара развелась. Вячеслав и Ольга имеют взрослых детей — сына Максима и дочь Алину.

## Спортивные достижения
| Соревнования/Сезон            | 87—88 | 88—89 | 89—90 | 90—91 | 91—92 | 92—93 | 93—94 | 94—95 | 95—96 | 96—97 | 97—98 |
| ----------------------------- | ----- | ----- | ----- | ----- | ----- | ----- | ----- | ----- | ----- | ----- | ----- |
| Зимние Олимпийские игры       |       |       |       |       | 8     |       |       |       |       |       | 10    |
| Чемпионаты мира               |       |       | 8     | 22    | 10    |       | 3     | 6     | 6     | 4     | 4     |
| Чемпионаты Европы             |       | 6     | 3     | 3     | 4     |       | 2     | 3     | 1     | 3     | 7     |
| Чемпионаты мира среди юниоров | 2     | 1     |       |       |       |       |       |       |       |       |       |
| Чемпионаты Украины            |       |       |       |       |       |       | 2     | 1     | 1     | 1     | 1     |
| Чемпионаты СССР               |       |       |       | 2     | 2     |       |       |       |       |       |       |
| Skate America                 |       |       |       |       |       |       |       |       | 4     | 4     | 5     |
| Skate Canada                  |       |       |       |       |       |       |       |       | 6     |       |       |
| Trophée Eric Bompard          |       |       |       |       |       |       |       |       |       | 2     |       |
| Bofrost Cup on Ice            |       |       |       |       |       | 3     |       |       | 1     |       |       |
| Cup of Russia                 |       |       |       |       |       |       |       |       |       |       | 3     |